# Liste der Baudenkmäler in Pastetten

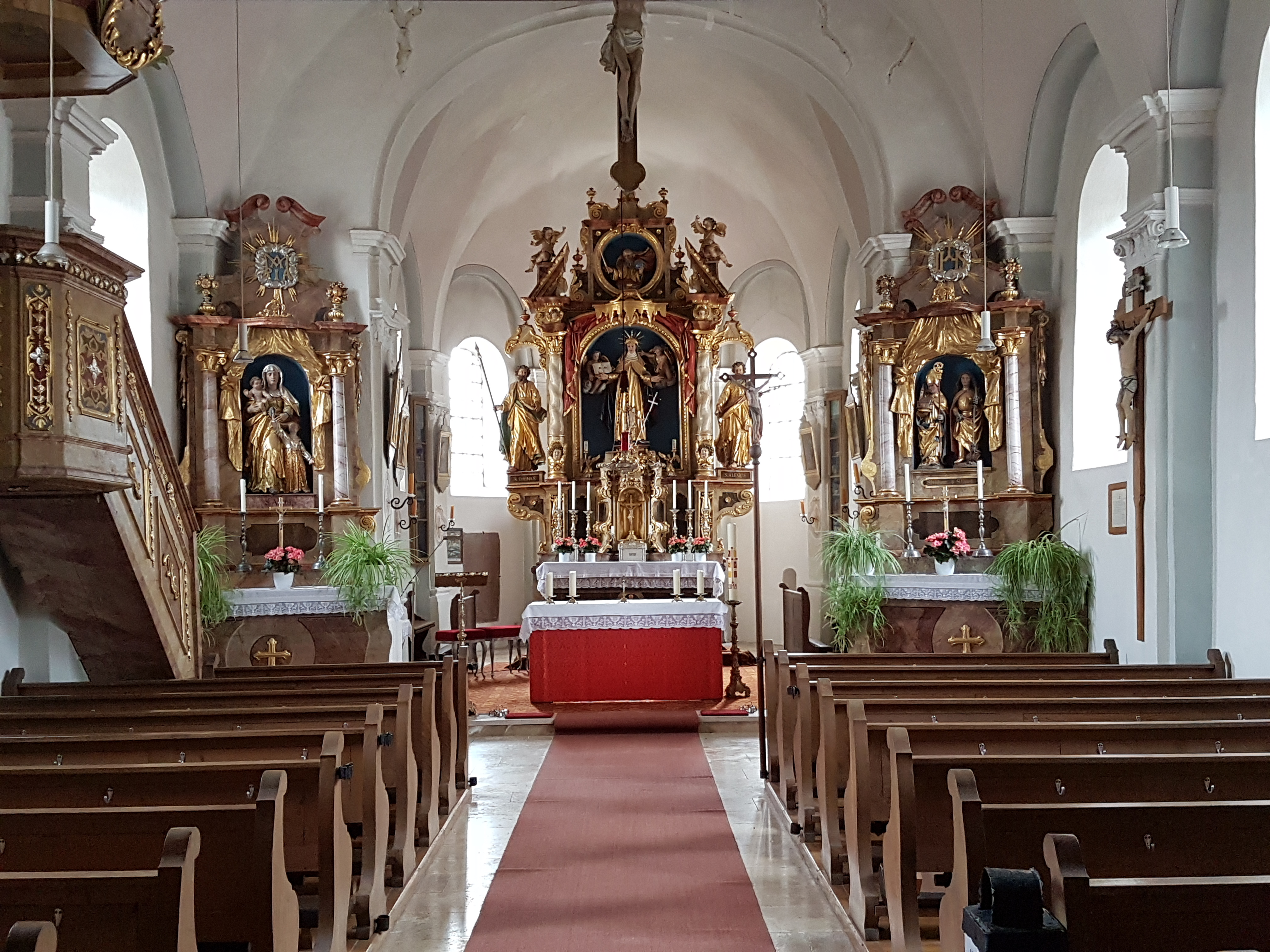
Innenraum von St. Ottilia in Taing

Auf dieser Seite sind die Baudenkmäler in der oberbayerischen Gemeinde Pastetten zusammengestellt. Diese Tabelle ist eine Teilliste der Liste der Baudenkmäler in Bayern. Grundlage ist die Bayerische Denkmalliste, die auf Basis des Bayerischen Denkmalschutzgesetzes vom 1. Oktober 1973 erstmals erstellt wurde und seither durch das Bayerische Landesamt für Denkmalpflege geführt wird. Die folgenden Angaben ersetzen nicht die rechtsverbindliche Auskunft der Denkmalschutzbehörde.

## Baudenkmäler nach Ortsteilen

### Pastetten
| Lage                                        | Objekt                             | Beschreibung | Akten-Nr.     | Bild           |
| ------------------------------------------- | ---------------------------------- | --- | ------------- | -------------- |
| Hauptstraße 6 (Standort)                    | Katholische Pfarrkirche St. Martin | im Kern spätgotischer Saalbau mit eingezogenem Chor, Turm zweite Hälfte 14. Jahrhundert, barockisiert und mehrfach verändert; mit Ausstattung                                       | D-1-77-135-2  | weitere Bilder |
| Hauptstraße 8 (Standort)                    | Stadel                             | Bundwerkstadel eines Hakenhofes, erstes Viertel 19. Jahrhundert. | D-1-77-135-4  | Stadel         |
| Hauptstraße 19 (Standort)                   | Bauernhof                          | Einfirsthof, zweigeschossiger Massivbau mit Traufbundwerk und flachem Satteldach, zweites Viertel 19. Jahrhundert.                                                                  | D-1-77-135-5  | Bauernhof      |
| Hauptstraße 21 (Standort)                   | Bauernhof                          | Wohnteil eines ehemaligen Einfirsthofes, zweigeschossiger Massivbau mit flachem Satteldach und Rauputz-Zierrat, zweites Viertel 19. Jahrhundert.                                    | D-1-77-135-6  | Bauernhof      |
| Hauptstraße / Schulstraße (Standort)        | Lourdeskapelle                     | kleiner Saalbau mit neugotischer Fassade und Turmreiter, von 1885; mit Ausstattung                                                                                                  | D-1-77-135-7  | weitere Bilder |
| Moosfeld; am nördlichen Ortsrand (Standort) | Kapelle                            | Kapelle St. Kümmernis, Flachsatteldachbau mit offenem Vorbau auf Holzsäulen, um 1870; mit Ausstattung; 2014 von ihrem ursprünglichen Standort transloziert; am nördlichen Ortsrand. | D-1-77-135-8  | weitere Bilder |
| Raiffeisenstraße 4 (Standort)               | Bauernhof                          | Wohnteil eines Hakenhofes, erdgeschossiger Putzbau mit Steilsatteldach, am Ostgiebel geritzte und aufgeputzte Dekorformen sowie übertünchtes Heiligenbild, Anfang 19. Jahrhundert.  | D-1-77-135-22 | Bauernhof      |

### Harrain
| Lage                 | Objekt     | Beschreibung                                                          | Akten-Nr.    | Bild       |
| -------------------- | ---------- | --------------------------------------------------------------------- | ------------ | ---------- |
| Harrain 1 (Standort) | Hofkapelle | origineller neugotischer Bau mit Dachreiter, um 1880; mit Ausstattung | D-1-77-135-9 | Hofkapelle |

### Harthofen
| Lage                                   | Objekt                                 | Beschreibung | Akten-Nr.     | Bild           |
| -------------------------------------- | -------------------------------------- | --- | ------------- | -------------- |
| Erdinger Straße 34 (Standort)          | Marienkapelle                          | gemauerter Kapellenbildstock einer ehemaligen bäuerlichen Hofanlage, um 1890/1910.                                           | D-1-77-135-21 | Marienkapelle  |
| Isener Straße 1; Lohfeld 1a (Standort) | Bauernhof                              | Wohnstallgebäude eines Hakenhofes, zweigeschossiger Satteldachbau mit Traufbundwerk, um 1840/50.                             | D-1-77-135-11 | Bauernhof      |
| Isener Straße 3 (Standort)             | Katholische Filialkirche St. Sylvester | Saalbau mit eingezogenem Chor und Spindelhelm, 17. Jahrhundert, von Johann Baptist Lethner 1766 umgestaltet; mit Ausstattung | D-1-77-135-10 | weitere Bilder |

### Moosstetten
| Lage                     | Objekt     | Beschreibung | Akten-Nr.     | Bild       |
| ------------------------ | ---------- | --- | ------------- | ---------- |
| Moosstetten 3 (Standort) | Bauernhaus | Wohnteil eines ehemaligen Kleinbauernhauses, erdgeschossiger Einfirsthof mit Steildach, Blockbau-Kniestock und Gred, 18. und Mitte 19. Jahrhundert. | D-1-77-135-12 | Bauernhaus |

### Poigenberg
| Lage                    | Objekt                                | Beschreibung                                                                | Akten-Nr.     | Bild           |
| ----------------------- | ------------------------------------- | --------------------------------------------------------------------------- | ------------- | -------------- |
| Poigenberg 5 (Standort) | Katholische Filialkirche St. Nikolaus | Saalbau mit Zwiebelturm, im Kern spätgotisch, barockisiert; mit Ausstattung | D-1-77-135-13 | weitere Bilder |

### Reithofen
| Lage                          | Objekt                              | Beschreibung | Akten-Nr.     | Bild                 |
| ----------------------------- | ----------------------------------- | --- | ------------- | -------------------- |
| Erdinger Straße 2 (Standort)  | Katholische Pfarrkirche St. Michael | Saalbau mit Zwiebelturm im Kern spätgotisch, verlängert und neugotisch überarbeitet im 19. Jahrhundert; mit Ausstattung | D-1-77-135-14 | weitere Bilder       |
| Erdinger Straße 7 (Standort)  | Ehemaliges Schulhaus                | zweigeschossiger Massivbau mit flachem Walmdach, um 1860. | D-1-77-135-15 | Ehemaliges Schulhaus |
| Erdinger Straße 11 (Standort) | Ehemaliges Pfarrhaus                | Zweigeschossiges Gebäude mit flachem Walmdach in biedermeierlicher Form, um 1850/60. | D-1-77-135-16 | Ehemaliges Pfarrhaus |
| Erdinger Straße 13 (Standort) | Ehemaliges Arzthaus                 | Zweigeschossiges Gebäude mit flachem Walmdach, in biedermeierlichen Formen, um 1850/60. | D-1-77-135-17 | Ehemaliges Arzthaus  |
| Erdinger Straße 18 (Standort) | Bauernhaus                          | Zweigeschossiger Putzbau mit Satteldach und gewölbtem Fletz, am Giebel Aufzugsbalken, an der Südseite Balkon mit schmiedeeisernem Gitter, gefelderte Haustür, im Kern wohl noch um 1800, sonst Mitte 19. Jahrhundert, restauriert 1983/84. | D-1-77-135-18 | Bauernhaus           |
| Kühbrunnenfeld (Standort)     | Bildstock                           | Bildstock mit spätgotischen Reliefs aus Rotmarmor, bezeichnet 1523. | D-1-77-135-1  | Bildstock            |

### Taing
| Lage               | Objekt                                               | Beschreibung | Akten-Nr.     | Bild           |
| ------------------ | ---------------------------------------------------- | --- | ------------- | -------------- |
| Taing 4 (Standort) | Katholische Filial- und Wallfahrtskirche St. Ottilia | Saalbau mit Zwiebelturm im Kern wohl spätgotisch, Turm zweite Hälfte 14. Jahrhundert, von Johann Baptist Lethner umgebaut um 1730/50; mit Ausstattung | D-1-77-135-19 | weitere Bilder |

## Ehemalige Baudenkmäler
In diesem Abschnitt sind Objekte aufgeführt, die früher einmal in der Denkmalliste eingetragen waren, jetzt aber nicht mehr. Objekte, die in anderem Zusammenhang also z. B. als Teil eines Baudenkmals weiter eingetragen sind, sollen hier nicht aufgeführt werden. Aktennummern in diesem Abschnitt sind ehemalige, jetzt nicht mehr gültige Aktennummern.

| Lage                 | Objekt     | Beschreibung | Akten-Nr.     | Bild |
| -------------------- | ---------- | --- | ------------- | ---- |
| Ötz Ötz 5 (Standort) | Bauernhaus | Wohnstallhaus mit hakenförmiger Scheune, Putzbau mit Satteldach, Kniestock und Fenstern in segmentbogigen Nischen, um 1860/70. | D-1-77-135-20 | BW   |